# Abtwil
Abtwil is een gemeente en plaats in het Zwitserse kanton Aargau en maakt deel uit van het district Muri.
Abtwil telt 958 inwoners.